# إبراهيم بن محمد الهاشمي
إبراهيم بن محمد بن إسماعيل بن جعفر بن سليمان بن علي الهاشمي المعروف بـ(بريه)، كان عضوًا في الأسرة العباسية في القرن التاسع. شارك في الدفاع عن البصرة أثناء ثورة الزنج، ثم شغل فيما بعد منصب والي مكة.

## الحياة المهنية
كان إبراهيم من نسل سليمان بن علي، عم الخليفتين العباسيين الأولين السفاح والمنصور. ويظهر في عامي 869-870 كأحد الأفراد الذين شاركوا في جهود جولان التركي لمحاربة ثورة الزنج، التي كانت نشطة آنذاك في جنوب العراق. عندما شن الزنج هجومًا على البصرة في أواخر عام 871، تولى هو والضابط بوغراج قيادة المدافعين، ولكن بعد عدة أيام من القتال قرّرا الفرار، مما سمح للمتمردين بدخول المدينة ونهبها دون مقاومة.
عُين إبراهيم بعد ذلك عاملًا على مكة، ثم أصبح أمير الحج، حيث قاد الحج في عامي 873 و874. وفي العام الأخير شارك في نزوح عامٍّ للسكان من المدينة استجابةً لنقص حاد في الغذاء، مما تسبب في ارتفاع الأسعار بشكل كبير لفترة عدة أشهر.
وفي وقت لاحق رافق الخليفة المستقبلي المعتضد بالله خلال حملته ضد الزنج في عام 880.

## ملحوظات
1. ↑  Yarshater 1985–2007، v. 36: p. 157; Ibn Hazm 1982، صفحة 34.
2. ↑  Yarshater 1985–2007، v. 36: p. 108.
3. ↑  Yarshater 1985–2007، v. 36: pp. 127 ff.; Ibn Hazm 1982، صفحة 34.
4. ↑  Yarshater 1985–2007، v. 36: pp. 157, 161, 162; Al-Mas'udi 1877، صفحة 74 (calling him Ibn Burayh); Ibn Hazm 1982، صفحة 34.
5. ↑  Yarshater 1985–2007، v. 36: pp. 160-61; Wüstenfeld 1861، صفحة 203.
6. ↑  Yarshater 1985–2007، v. 37: p. 13.